# Нора Маркс Дауенгауер
Нора Маркс Дауенгауер (англ. Nora Marks Dauenhauer; 8 травня 1927 — 25 вересня 2017) — американська поетеса, нащадок представників корінного населення Аляски Тлінкіти, авторка коротких оповідань та дослідниця тлінгітської мови. Лауреатка Пуліцерівської премії за художню книгу Росіяни в тлінгітській Америці: Битви при Сітці, 1802 і 1804". Народилася в Якутаті на Алясці.
Дауенгауер померла 25 вересня 2017 року у віці 90 років у своєму будинку в Джуно на Алясці.